# Cyanotricha
Cyanotricha is een geslacht van vlinders van de familie tandvlinders (Notodontidae), uit de onderfamilie Dioptinae.

## Soorten
- C. bellona Druce, 1906
- C. necyria Felder, 1874